# Tishomingo, Oklahoma
Tishomingo är administrativ huvudort i Johnston County i Oklahoma. Orten har fått sitt namn efter en chickasawhövding som omkom år 1838 på väg till Indianterritoriet i samband med tvångsförflyttningen som kallas Tårarnas väg. Orten, som låg i Indianterritoriet, grundades år 1852, och utsågs år 1856 till huvudort för Chickasaw Nation. Chickasawernas huvudkvarter flyttades på 1970-talet till Ada.